# Ga Igok
Ga Igok là ga trên Tàu điện ngầm Daegu tuyến 2 ở Igok-dong, Dalseo-gu, Daegu.